# Xacobeo Galicia
A Xacobeo Galicia (UCI csapatkód: XGZ) (korábban Karpin Galicia) egy spanyol profi kerékpárcsapat. 2007-től minden évben részt vettek a spanyol körversenyen. 2008. augusztus 26-án egy új szponzor megszerzésével a csapat átváltoztatta a nevét Karpin Galiciáról Xacobeo Galiciára. 2010 végén a csapat megszűnt.

## Külső hivatkozások
Hivatalos oldal